# Paolo Emilio Sfondrati
Paolo Emilio Sfondrati, noto anche come Paolo Camillo Sfondrati (Milano, 21 marzo 1560 – Tivoli, 14 febbraio 1618), è stato un cardinale e vescovo cattolico italiano.
Di nobile famiglia originaria di Cremona, era figlio di Paolo Sfondrati, conte della Riviera, e di Sigismonda d'Este. Era inoltre pronipote del cardinale Francesco Sfondrati e nipote di papa Gregorio XIV (Niccolò Sfondrati); a sua volta il cardinale Celestino Sfondrati, O.S.B., era un suo nipote.

## Biografia
Educato sotto la guida dello zio, futuro pontefice, si trasferì a Roma nel 1577 presso la casa della chiesa di Santa Maria in Vallicella, divenendo amico di san Filippo Neri.
Papa Gregorio XIV lo elevò al rango di cardinale della Chiesa cattolica nel concistoro del 19 dicembre 1590, conferendogli successivamente il titolo di cardinale presbitero di Santa Cecilia e facendo di lui quindi un cardinal nipote.
Venne poi nominato governatore di Fermo e legato pontificio in Romagna all'inizio del 1591. Venne anche nominato prefetto del Supremo Tribunale della Segnatura Apostolica.
Fu vescovo di Cremona dal 13 settembre 1607 al 19 giugno 1610 ma non risiedette mai in diocesi, operando tramite delegati. Dal gennaio 1607 al gennaio 1608 fu camerlengo del Collegio dei cardinali. Nel 1610 divenne cardinale vescovo di Albano, mantenendo però in commendam il titolo di Santa Cecilia.
Alla sua morte, la salma venne inumata nella chiesa di Santa Cecilia in Trastevere.

## Conclavi
Durante il suo periodo di cardinalato Paolo Emilio Sfondrati partecipò ai seguenti conclavi:
- conclave del 1591, che elesse papa Innocenzo IX
- conclave del 1592, che elesse papa Clemente VIII
- conclave del marzo 1605, che elesse papa Leone XI
- conclave del maggio 1605, che elesse papa Paolo V

## Genealogia episcopale e successione apostolica
La genealogia episcopale è:
- Vescovo Otto von Sonnenberg
- Vescovo Friedrich von Zollern
- Vescovo Ruprecht von Pfalz-Simmern
- Vescovo Mathias Schach, O.Cart.
- Vescovo Philipp von der Pfalz
- Cardinale Matthäus Lang von Wellenburg
- Vescovo Ägidius Rehm
- Vescovo Johann Kluspeck, C.R.S.A.
- Vescovo Wolfgang von Salm
- Vescovo Urban Sagstetter
- Arcivescovo Johann Jakob von Kuen-Belasy
- Vescovo Urban von Trennbach
- Arcivescovo Wolf Dietrich von Raitenau
- Cardinale Alfonso Visconti, C.O.
- Cardinale Paolo Emilio Sfondrati

La successione apostolica è:
- Vescovo Juan Torres de Osorio (1613)
- Vescovo Juan Serrano Ortiz, O.F.M.Obs. (1613)
- Vescovo Clemente Gera (1613)
- Vescovo Crisostomo Antichi, O.S.B. (1615)
- Arcivescovo Vincenzo Lanteri, C.O. (1616)

## Ascendenza
|                                                          |                                       |                                             | Genitori                                      |  |  | Nonni |  |  | Bisnonni                                         |  |  | Trisnonni                                |  |
|                                                          |                                       |                                             |                                               |  |  |       |  |  | Giovanni Battista Sfondrati, patrizio di Cremona |  |  | Francesco Sfondrati, patrizio di Cremona |  |
|                                                          |                                       |                                             |                                               |  |  |       |  |  | Giovanni Battista Sfondrati, patrizio di Cremona |  |  | Francesco Sfondrati, patrizio di Cremona |  |
|                                                          |                                       | Lavinia Parravicini                         |                                               |  |  |       |  |  | Giovanni Battista Sfondrati, patrizio di Cremona |  |  |                                          |  |
| Francesco Sfondrati, signore di Bellagio                 |                                       |                                             |                                               |  |  |       |  |  | Giovanni Battista Sfondrati, patrizio di Cremona |  |  |                                          |  |
|                                                          |                                       | Margherita Omodei                           | Signorolo II Omodei, patrizio milanese        |  |  |       |  |  |                                                  |  |  |                                          |  |
|                                                          |                                       | Margherita Omodei                           | Signorolo II Omodei, patrizio milanese        |  |  |       |  |  |                                                  |  |  |                                          |  |
|                                                          |                                       | Margherita Omodei                           | Lucia Trivulzio                               |  |  |       |  |  |                                                  |  |  |                                          |  |
| Paolo Sfondrati, conte della Riviera                     |                                       | Margherita Omodei                           |                                               |  |  |       |  |  |                                                  |  |  |                                          |  |
|                                                          |                                       | Antonio Visconti, conte di Lonate Pozzolo   | Guido Visconti                                |  |  |       |  |  |                                                  |  |  |                                          |  |
|                                                          |                                       | Antonio Visconti, conte di Lonate Pozzolo   | Guido Visconti                                |  |  |       |  |  |                                                  |  |  |                                          |  |
|                                                          |                                       | Antonio Visconti, conte di Lonate Pozzolo   | Leta Manfredi                                 |  |  |       |  |  |                                                  |  |  |                                          |  |
| Anna Visconti                                            |                                       | Antonio Visconti, conte di Lonate Pozzolo   |                                               |  |  |       |  |  |                                                  |  |  |                                          |  |
|                                                          |                                       | Maddalena Trivulzio                         | Gianfermo Trivulzio, signore di Ferraria      |  |  |       |  |  |                                                  |  |  |                                          |  |
|                                                          |                                       | Maddalena Trivulzio                         | Gianfermo Trivulzio, signore di Ferraria      |  |  |       |  |  |                                                  |  |  |                                          |  |
|                                                          |                                       | Maddalena Trivulzio                         | Margherita Valperga                           |  |  |       |  |  |                                                  |  |  |                                          |  |
| Paolo Emilio Sfondrati                                   |                                       | Maddalena Trivulzio                         |                                               |  |  |       |  |  |                                                  |  |  |                                          |  |
|                                                          | Ercole d'Este, signore di San Martino | Sigismondo I d'Este, signore di San Martino |                                               |  |  |       |  |  |                                                  |  |  |                                          |  |
|                                                          | Ercole d'Este, signore di San Martino | Sigismondo I d'Este, signore di San Martino |                                               |  |  |       |  |  |                                                  |  |  |                                          |  |
|                                                          | Ercole d'Este, signore di San Martino | Cecilia Rachesi                             |                                               |  |  |       |  |  |                                                  |  |  |                                          |  |
| Sigismondo II d'Este, marchese di Borgomanero e Porlezza | Ercole d'Este, signore di San Martino |                                             |                                               |  |  |       |  |  |                                                  |  |  |                                          |  |
|                                                          |                                       | Angela Sforza                               | Carlo Sforza, conte di Magenta                |  |  |       |  |  |                                                  |  |  |                                          |  |
|                                                          |                                       | Angela Sforza                               | Carlo Sforza, conte di Magenta                |  |  |       |  |  |                                                  |  |  |                                          |  |
|                                                          |                                       | Angela Sforza                               | Bianca Simonetta                              |  |  |       |  |  |                                                  |  |  |                                          |  |
| Sigismonda d'Este                                        |                                       | Angela Sforza                               |                                               |  |  |       |  |  |                                                  |  |  |                                          |  |
|                                                          |                                       | Paolo Camillo Trivulzio, duca di Boiano     | Giovanni Trivulzio, co-signore di Borgomanero |  |  |       |  |  |                                                  |  |  |                                          |  |
|                                                          |                                       | Paolo Camillo Trivulzio, duca di Boiano     | Giovanni Trivulzio, co-signore di Borgomanero |  |  |       |  |  |                                                  |  |  |                                          |  |
|                                                          |                                       | Paolo Camillo Trivulzio, duca di Boiano     | Angiola Martinengo                            |  |  |       |  |  |                                                  |  |  |                                          |  |
| Giustina Trivulzio                                       |                                       | Paolo Camillo Trivulzio, duca di Boiano     |                                               |  |  |       |  |  |                                                  |  |  |                                          |  |
|                                                          |                                       | Barbara Stanga                              | Marchesino Stanga, marchese di Castelnuovo    |  |  |       |  |  |                                                  |  |  |                                          |  |
|                                                          |                                       | Barbara Stanga                              | Marchesino Stanga, marchese di Castelnuovo    |  |  |       |  |  |                                                  |  |  |                                          |  |
|                                                          |                                       | Barbara Stanga                              | Giustina Borromeo                             |  |  |       |  |  |                                                  |  |  |                                          |  |
|                                                          |                                       | Barbara Stanga                              |                                               |  |  |       |  |  |                                                  |  |  |                                          |  |